# Walid Hussain
Pour les articles homonymes, voir Hussain.
Walid Abdulhalim Mohamed Hussain (en arabe : وليد عبد الحليم محمد حسين), né le 18 mars 1961, est un judoka égyptien.

## Carrière
Dans la catégorie des moins de 78 kg, Walid Hussain est médaillé d'or aux Championnats d'Afrique de judo 1985 à Tunis, médaillé de bronze aux Jeux méditerranéens de 1983 à Casablanca et dispute les Championnats du monde de judo 1981 à Maastricht, les Championnats du monde de judo 1983 à Moscou, les Jeux olympiques d'été de 1984 à Los Angeles, les Championnats du monde de judo 1987 à Essen ainsi que les Jeux olympiques d'été de 1988 à Séoul.
Dans la catégorie des moins de 86 kg, il est médaillé d'argent  aux Championnats d'Afrique de judo 1990 à Alger et aux Jeux méditerranéens de 1991 à Athènes.